# Alfred Roller

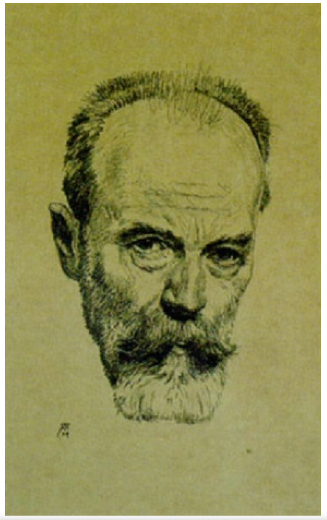
Selbstporträt, 1921

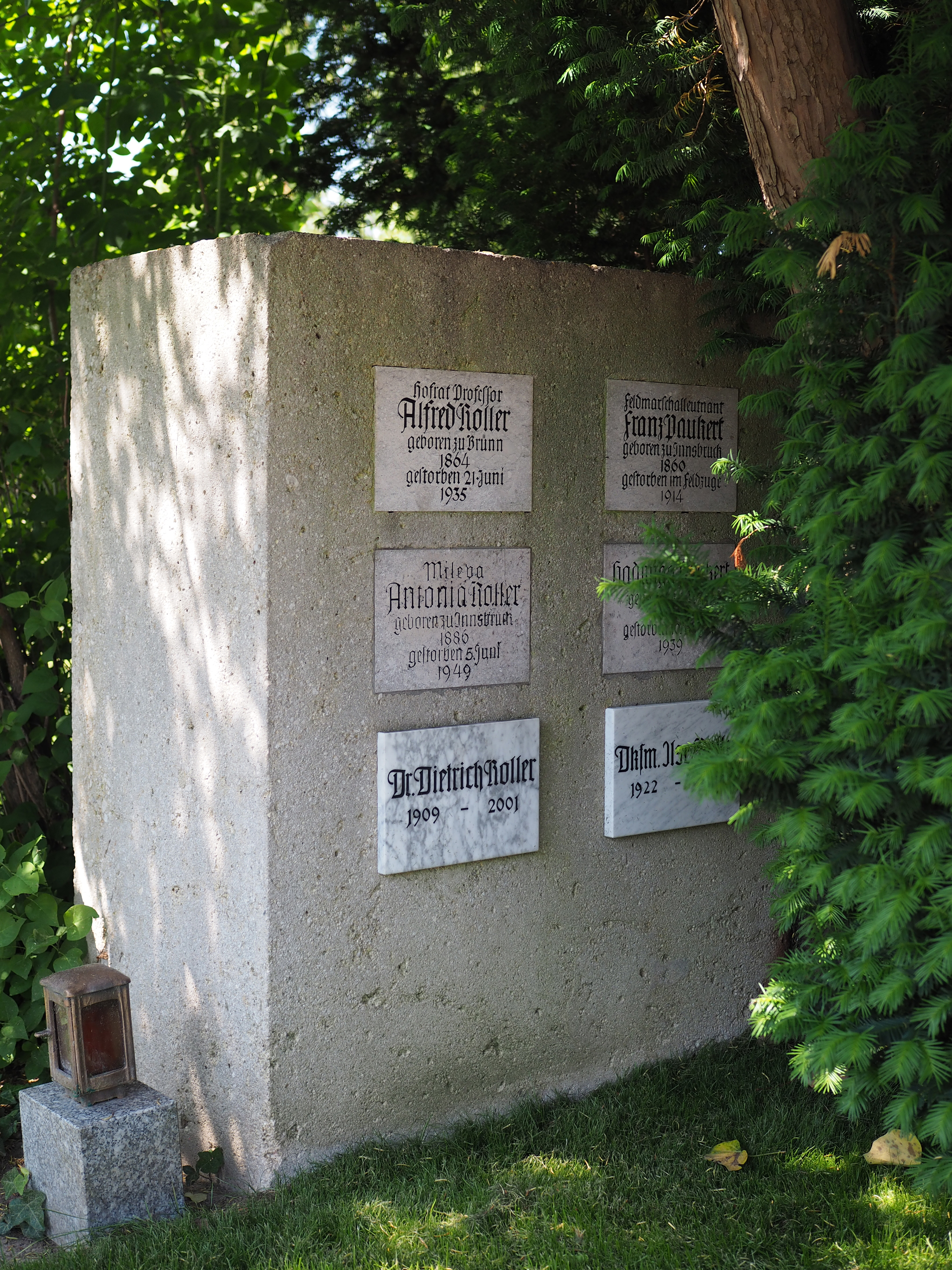
Grab von Alfred Roller auf dem Wiener Zentralfriedhof, im Mai 2018

Alfred Roller (geboren 2. Oktober 1864 in Brünn, Mähren, Kaisertum Österreich; gestorben 21. Juni 1935 in Wien) war ein österreichischer Bühnenbildner, Maler und Grafiker.

## Familie
Alfred Roller war das älteste von acht Kindern von Joseph Roller (1833–1893) und dessen Frau Charlotte geb. Lauer (1840–1904). Der Vater war Maler und Zeichner sowie Direktor der k.k. I. deutschen Staatsrealschule in Brünn. Nach dem Tod des Vaters 1893 übernahm Alfred die Aufgabe des Familienoberhaupts für die jüngeren Geschwister Marianne (1866–1944), Ernst (1868–1925), Claudine (1869–1870), Paul (1875–1914), Helene (1876–1945), Elisabeth verh. Tonner (1878–1948) und Margarete („Gretl“) (1881–1945).
Er heiratete am 21. Juli 1906 die Studentin der Kunstgewerbeschule Mileva Antonia Stoisavljevic (1886–1949), die Tochter des österreichischen Majors Mladen Stoisavljevic, der aus Agram nach Wien gekommen war, und seiner Frau, der Lehrerin an der Wiener Frauenakademie für Porzellanmalerei Adelheid („Adele“) Paukert-Hohenauer. Milevas jüngerer Bruder Raoul Stoisavljevic (1887–1930) wurde Pilot bei den k.u.k. Luftfahrtruppen.
Mileva und Alfred Roller wurden Eltern zweier Söhne. Dietrich (1909–2001) wurde Arzt, Ulrich (1911–1941) wurde Bühnenbildner und fiel als Soldat in Stolpovo bei Kaluga (Sowjetunion) während des Russlandfeldzuges kurz nach Weihnachten 1941.
Alfred, Mileva und Dietrich Roller wurden auf dem Wiener Zentralfriedhof beerdigt (Ev. Abt. Tor 4 Gruppe 5 Nr. 40/41).

## Leben und Wirken
Roller studierte von 1884 bis 1893 an der Wiener Akademie der bildenden Künste. Während dieser Zeit wurde er Mitglied in der Verbindung deutscher Kunstakademiker Athenaia. 1897 war er Mitbegründer und 1902 Präsident der Wiener Secession, von der er sich aber 1905 trennte.
Aus einem Frequentationszeugnis von Max Domenig, datiert mit 29. Jänner 1900, von der Spezialschule für Holzbildhauerei, an der Fachschule für Holzindustrie in Villach, geht hervor, dass Alfred Roller Leiter dieser Bildhauerschule war. Von 1900 bis 1903 war er an der Kunstgewerbeschule Wien als „provisorischer Lehrer“ angestellt. Er wirkte dort als Professor in der „Allgemeinen Abteilung und in der Abteilung für figurales Zeichnen“. Roller ließ sich in den Jahren von 1903 bis 1909 von der Kunstgewerbeschule beurlauben, um an der Wiener Staatsoper als „Vorstand des Ausstattungswesen“ tätig sein zu können. So war er 1903 für das Bühnenbild bei der Neuinszenierung von Tristan und Isolde verantwortlich (diese Inszenierung wurde bis 1943 unverändert aufgeführt). 1909 kehrte er an die Kunstgewerbeschule als Direktor zurück und behielt diesen Posten bis 1934, bis zu seinem 70. Lebensjahr, ein Jahr später starb er.
1903 wurde er von Gustav Mahler an die Wiener Hofoper als Nachfolger von Heinrich Lefler geholt und reformierte in kongenialer Zusammenarbeit mit Mahler die szenische Kunst im Sinne der Idee des Gesamtkunstwerks (Zusammenwirken von Raum, Farbe und Licht mit Musik, Wort und Gestik). Nach 1909 wirkte er unter anderem für das Burgtheater als Bühnenbildner. Roller zeichnete für die Ausstattungen sämtlicher Wiener Richard-Strauss-Erstaufführungen verantwortlich. Später kam es zu einer engen Zusammenarbeit mit Max Reinhardt, bei dem er ab 1929 auch Lehrer am Wiener Reinhardt-Seminar war.
Der wohl bekannteste Bewunderer von Rollers Arbeit war Adolf Hitler, der ursprünglich 1908, nach seinem Umzug von Linz nach Wien, bei Roller in die Lehre gehen wollte. Zu diesem Zwecke verfasste eine Linzer Bekannte ein Empfehlungsschreiben an Roller. Werner Maser schrieb in seiner Hitler-Biografie, Roller habe daraufhin Hitler zu einem Gespräch empfangen und an einen Bildhauer namens Panholzer vermittelt. Laut den Forschungen von Brigitte Hamann (Hitlers Wien, 1998) ließ Hitler jedoch diese Chance ungenutzt: Nachdem er bereits in der Hofoper vorstellig geworden war, verließ er diese wieder, so dass eine Begegnung mit dem von ihm verehrten Roller nicht zustande kam. Roller lernte er fünfundzwanzig Jahre später kennen, nachdem er bereits deutscher Reichskanzler geworden war.
1920 war Roller zusammen mit Richard Strauss und Max Reinhardt Begründer der Salzburger Festspiele und schuf die erste Ausstattung zu Hugo von Hofmannsthals Jedermann. Im Jahr vor seinem Tod schuf Roller 1934 auf Wunsch Hitlers die Bühnenbilder für den Bayreuther Parsifal.
Der österreichische Theatermaler, Bühnen- und Kostümbildner Robert Kautsky war ab den 1920er Jahren viele Jahre Assistent von Roller.

## Galerie

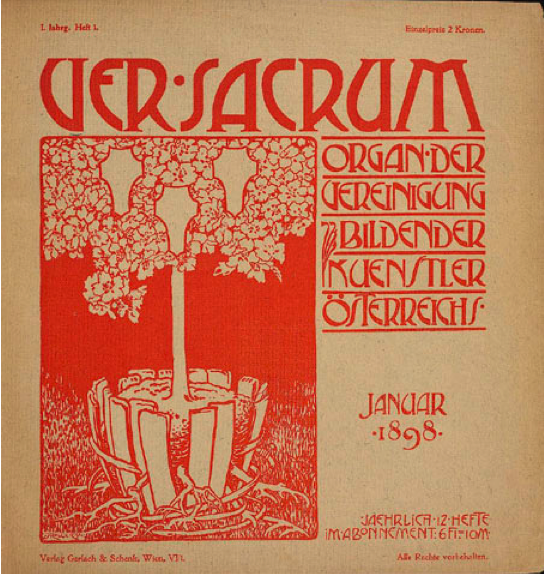
Cover Ver Sacrum, Heft Nr. 1, 1898
Plakat für die Schneebergbahn, 1898
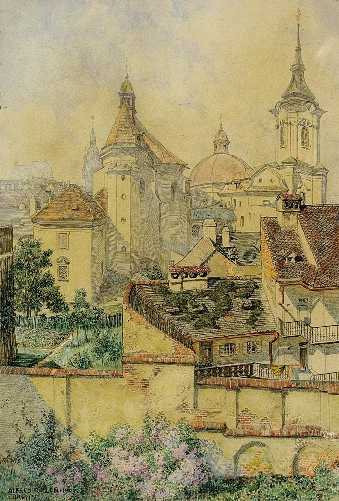
Brünn, 1907
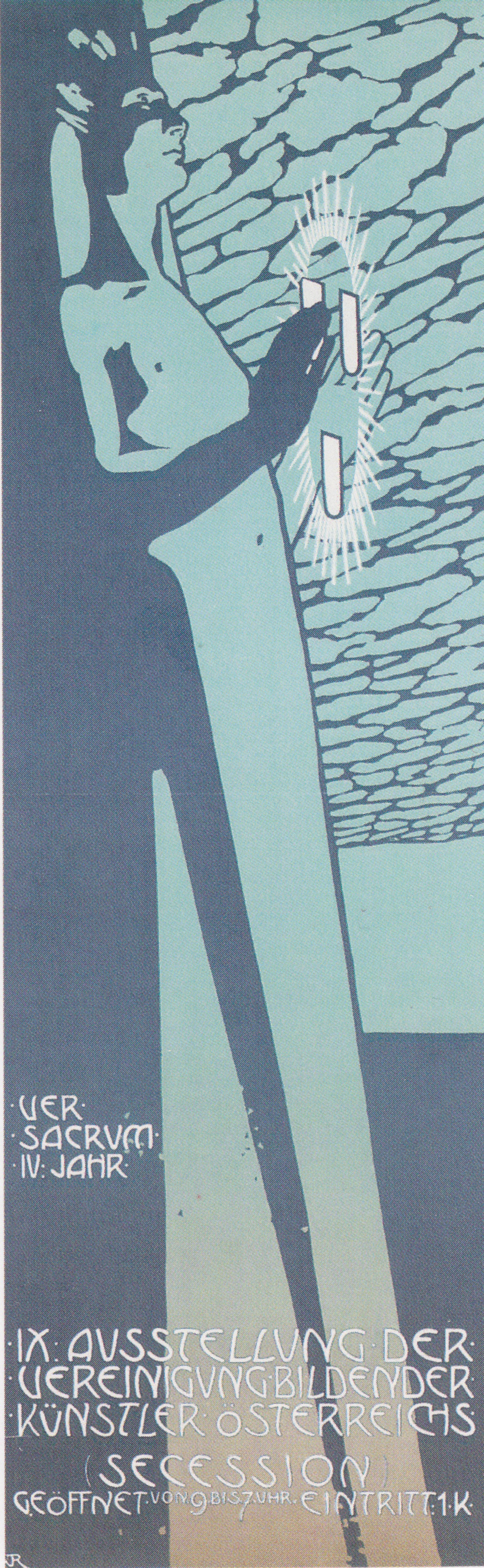
Plakat zur IX. Ausstellung der Wiener Secession, 1901
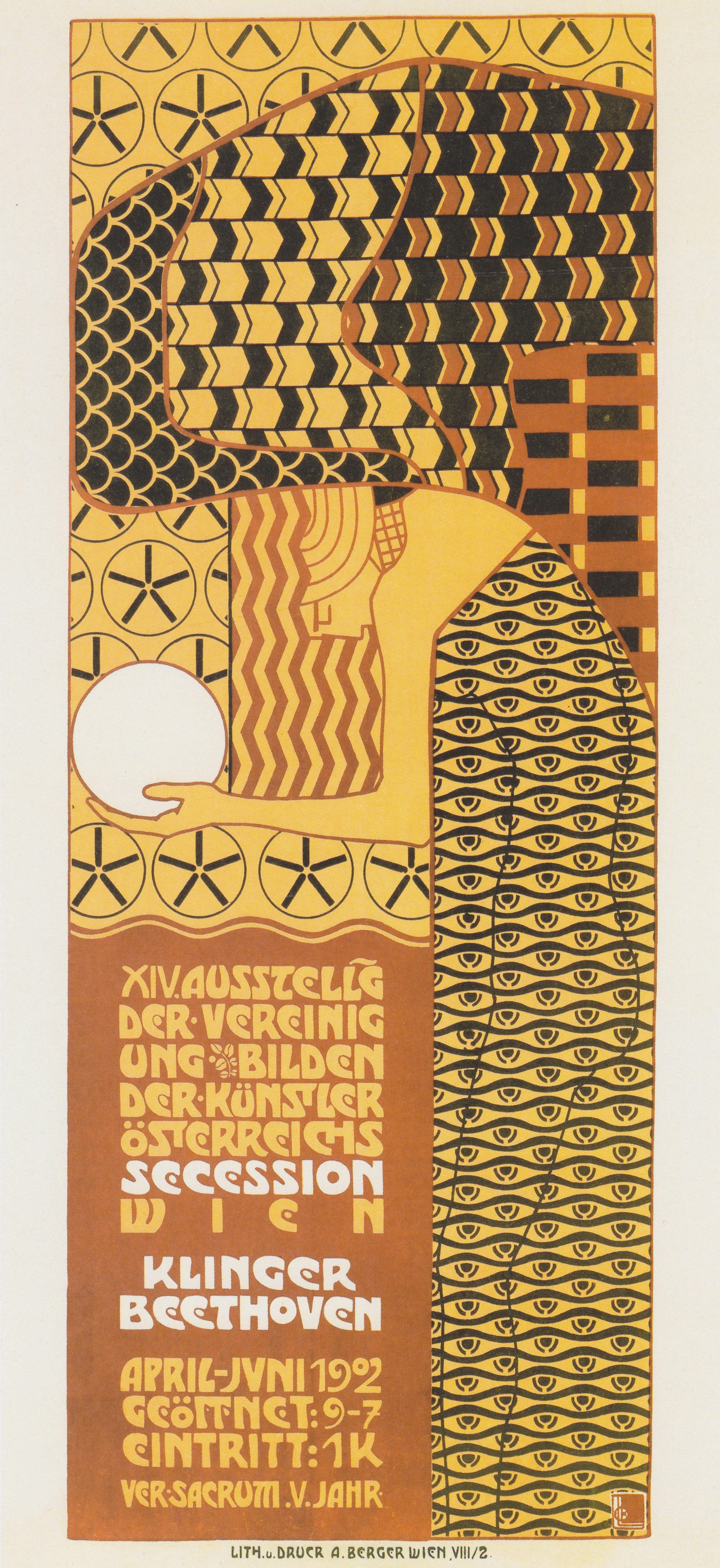
Plakat zu XIV. Ausstellung der Wiener Secession, 1902
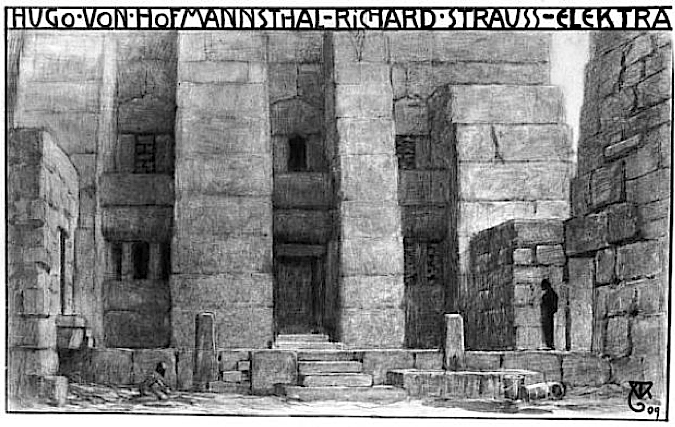
Bühnenbild für Elektra, 1909
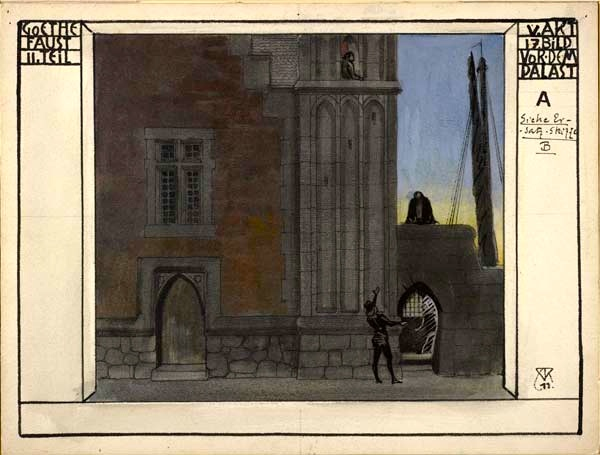
Bühnenbild für Faust II, 1911